# Marco Zanotti (ciclista 1988)
Marco Zanotti (Desenzano del Garda, 10 settembre 1988) è un ex ciclista su strada italiano, attivo in formazioni Elite UCI dal 2012 al 2018.

## Palmarès
- 2011 (Casati-Named, quattro vittorie)

Coppa Caduti Nervianesi
Trofeo Lindo e Sano
3ª tappa Girobio (San Severo > Benevento)
6ª tappa Girobio (Asiago > Asiago)
- 2012 (Utensilnord-Named, due vittorie)

2ª tappa Vuelta a Colombia (Santander > Santander)
7ª tappa Vuelta a Colombia (Popayán > Palmira)
- 2014 (Parkhotel Valkenburg, una vittoria)

3ª tappa, 2ª semitappa Sibiu Cycling Tour (Sibiu > Sibiu)
- 2015 (Parkhotel Valkenburg, due vittorie)

De Kustpijl
5ª tappa Tour of Taihu Lake (Chishanhu Lake State Wetlands Park > Maoshan Mountain)

### Altri successi
- 2014 (Parkhotel Valkenburg)

Classifica a punti Tour de Taiwan
- 2016 (Parkhotel Valkenburg)

Classifica a punti Tour du Loit-et-Cher